# Verde amarillo
Verde amarillo es el color o los colores que se perciben como intermedios entre el verde y el amarillo; corresponden a la fotorrecepción de una luz cuya longitud de onda dominante se encuentre entre los 558 y 570 nm. Además, cualquier color entre el verde y el amarillo puede ser considerado verde amarillo cuando no pueda percibirse un predominio evidente de uno de aquellos colores sobre el otro.

## Sinonimia y ortografías alternativas
También se dice amarillo verde y verdiamarillo y puede escribirse verde–amarillo y amarillo–verde.

## Comparación con colores próximos
Debajo se dan muestras de las coloraciones estándar próximas al verde amarillo, a fin de facilitar su comparación entre sí.

En los diagramas y círculos de colores de doce tonalidades, el verde amarillo se ubica entre el verde y el amarillo; y en los de veinticuatro, entre el verde amarillento y el amarillo verdoso.

### Otros ejemplos verde-amarillos
Algunos ejemplos de colores verde-amarillos:
| Nombre               | Muestra | Cod. Hex. | RGB | RGB | RGB | HSV | HSV  | HSV  |
| -------------------- | ------- | --------- | --- | --- | --- | --- | ---- | ---- |
| Té verde             |         | #CFFDAF   | 207 | 253 | 175 | 95° | 31%  | 99%  |
| Lima-limón           |         | #E3FF00   | 227 | 255 | 0   | 67° | 100% | 100% |
| Lima                 |         | #BFFF00   | 191 | 255 | 0   | 80° | 76%  | 80%  |
| Limón                |         | #D9E542   | 217 | 229 | 66  | 64° | 71%  | 90%  |
| Wasabi               |         | #AFD77F   | 175 | 215 | 127 | 87° | 41%  | 84%  |
| Cetrino              |         | #E4D00A   | 228 | 208 | 10  | 54° | 92%  | 47%  |
| Puerro               |         | #CBC65D   | 203 | 198 | 93  | 57° | 54%  | 80%  |
| Kiwi                 |         | #A5D000   | 167 | 208 | 0   | 72° | 100% | 82%  |
| Chartreuse o cartujo |         | #BEB72D   | 190 | 183 | 45  | 57° | 76%  | 75%  |
| Verde manzana        |         | #8DB600   | 141 | 182 | 0   | 74° | 100% | 71%  |
| Oliva                |         | #86895D   | 134 | 137 | 93  | 64° | 32%  | 54%  |
| Aguacate o palta     |         | #568203   | 86  | 130 | 3   | 81° | 98%  | 51%  |
| Espinaca             |         | #4A5D23   | 74  | 93  | 35  | 80° | 62%  | 36%  |

#### Colores web
Los colores HTML establecidos por protocolos informáticos para su uso en páginas web incluyen el color que se muestra arriba como verde amarillo HTML (YellowGreen), más cercano tal vez al verde amarillento que al amarillo verde. En programación es posible invocarlo por su nombre, además de por su valor hexadecimal. Véase colores HTML.
|           | YellowGreen         |
| HTML      | #9ACD32             |
| RGB       | (154, 205, 50)      |
| HSV       | (75°, 100 %, 100 %) |
| Protocolo | X11                 |

Otros colores web:
| Nombre HTML                 | Código hex R G B | Código decimal R G B | Código H S L |
| --------------------------- | ---------------- | -------------------- | ------------ |
| Colores verdes amarillentos |                  |                      |              |
| GreenYellow                 | ADFF2F           | 173 255 47           | 84° 100% 59% |
| Chartreuse                  | 7FFF00           | 127 255 0            | 90° 100% 50% |
| LawnGreen                   | 7CFC00           | 124 252 0            | 90° 100% 49% |
| YellowGreen                 | 9ACD32           | 154 205 50           | 80° 61% 50%  |
| OliveDrab                   | 6B8E23           | 107 142 35           | 80° 60% 35%  |
| Olive                       | 808000           | 128 128 0            | 60° 100% 25% |
| DarkOliveGreen              | 556B2F           | 85 107 47            | 82° 39% 30%  |

## Propiedades
El verde amarillo se incluye entre los colores fríos. En el espectro newtoniano y en la representación tradicional del arco iris, el verde amarillo y el verde amarillento se agrupan con el verde, cuarto color de esas escalas.

## Galería

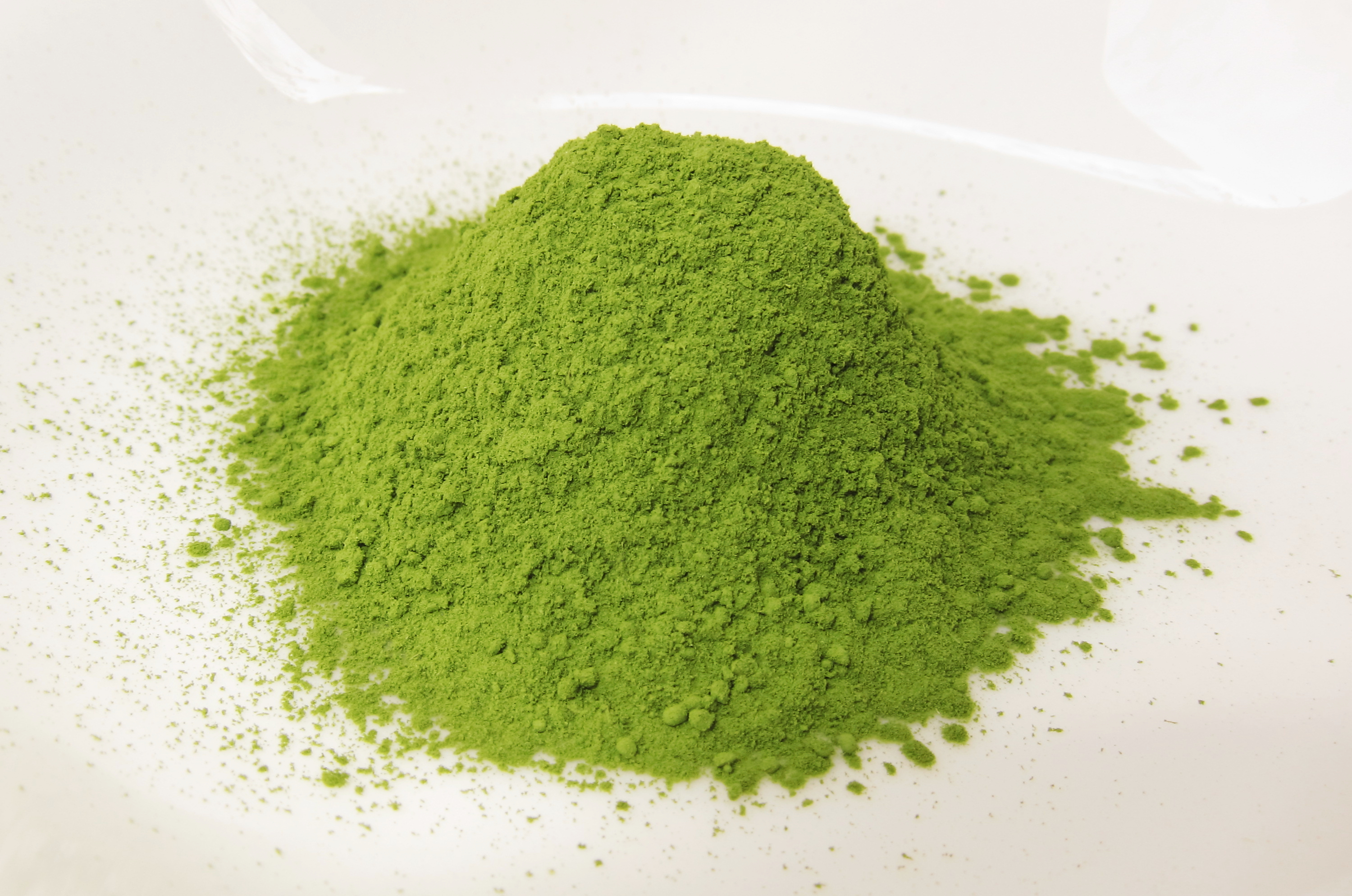
Té verde en polvo
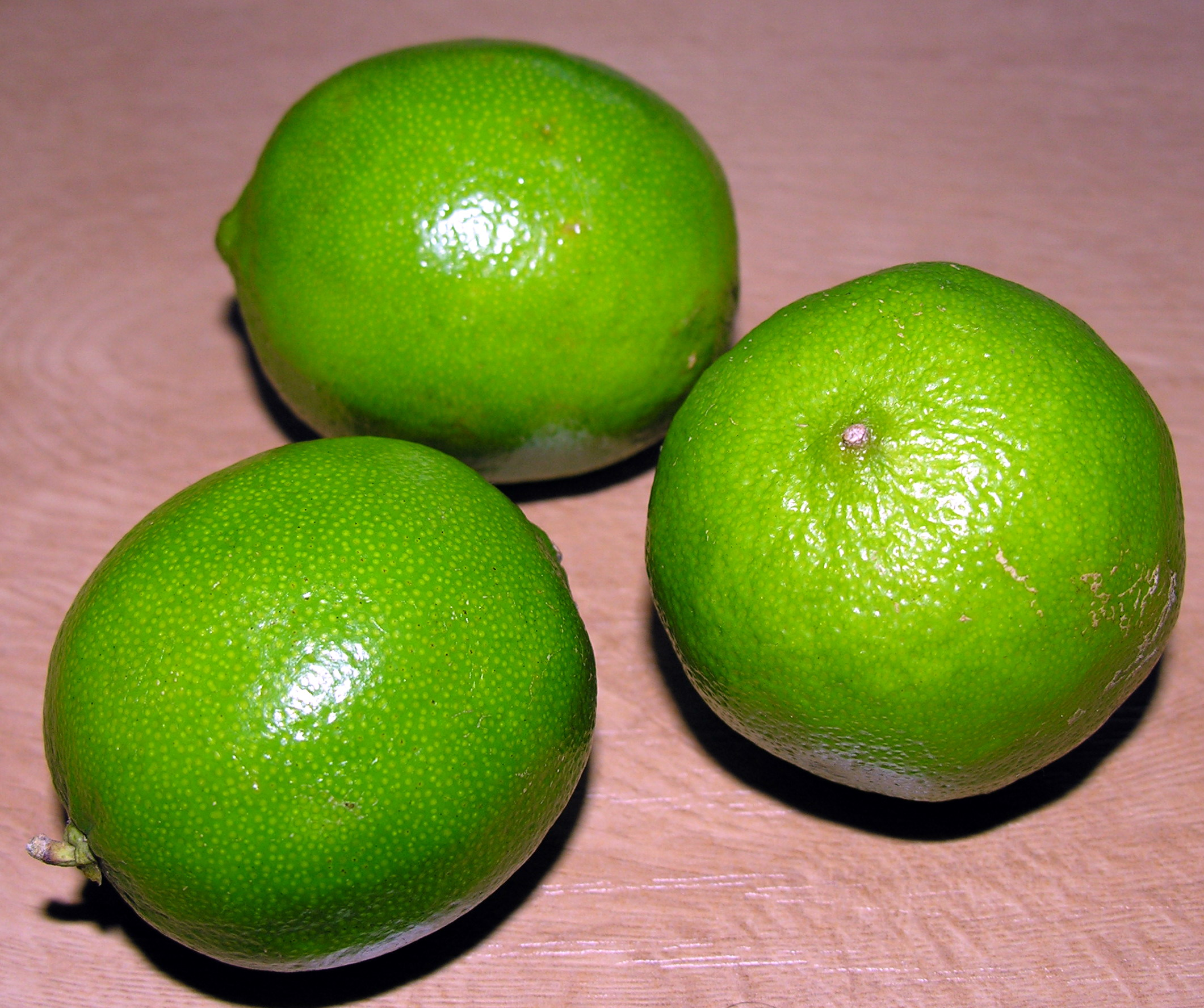
Lima o limón
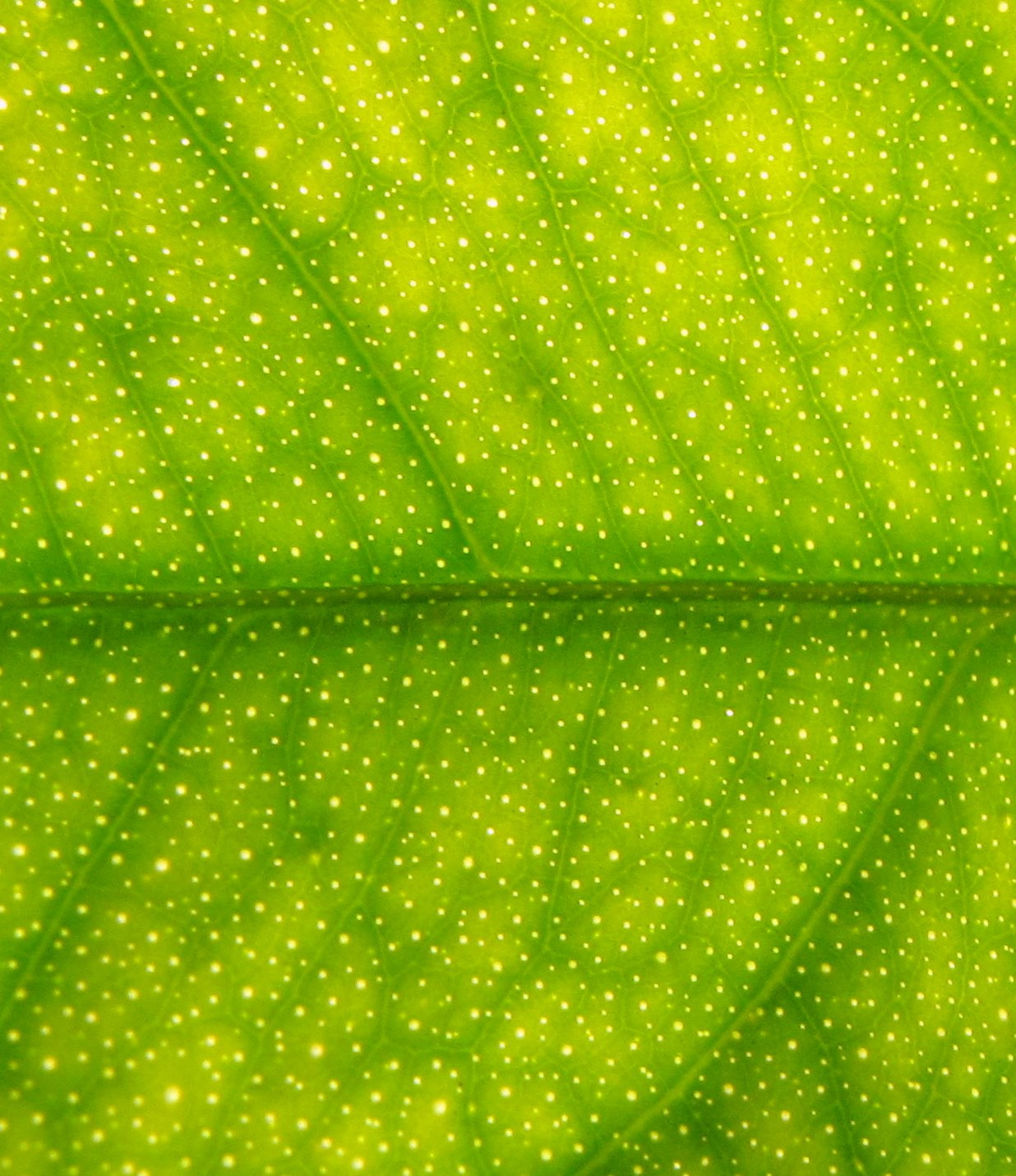
Hoja de cítrico
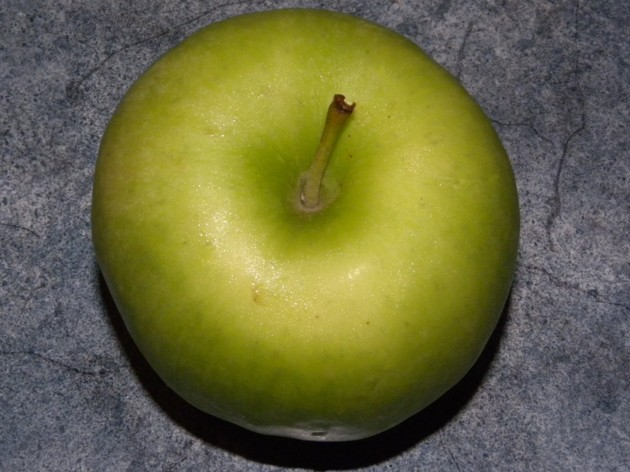
Color "verde manzana" de la manzana abuela Smith
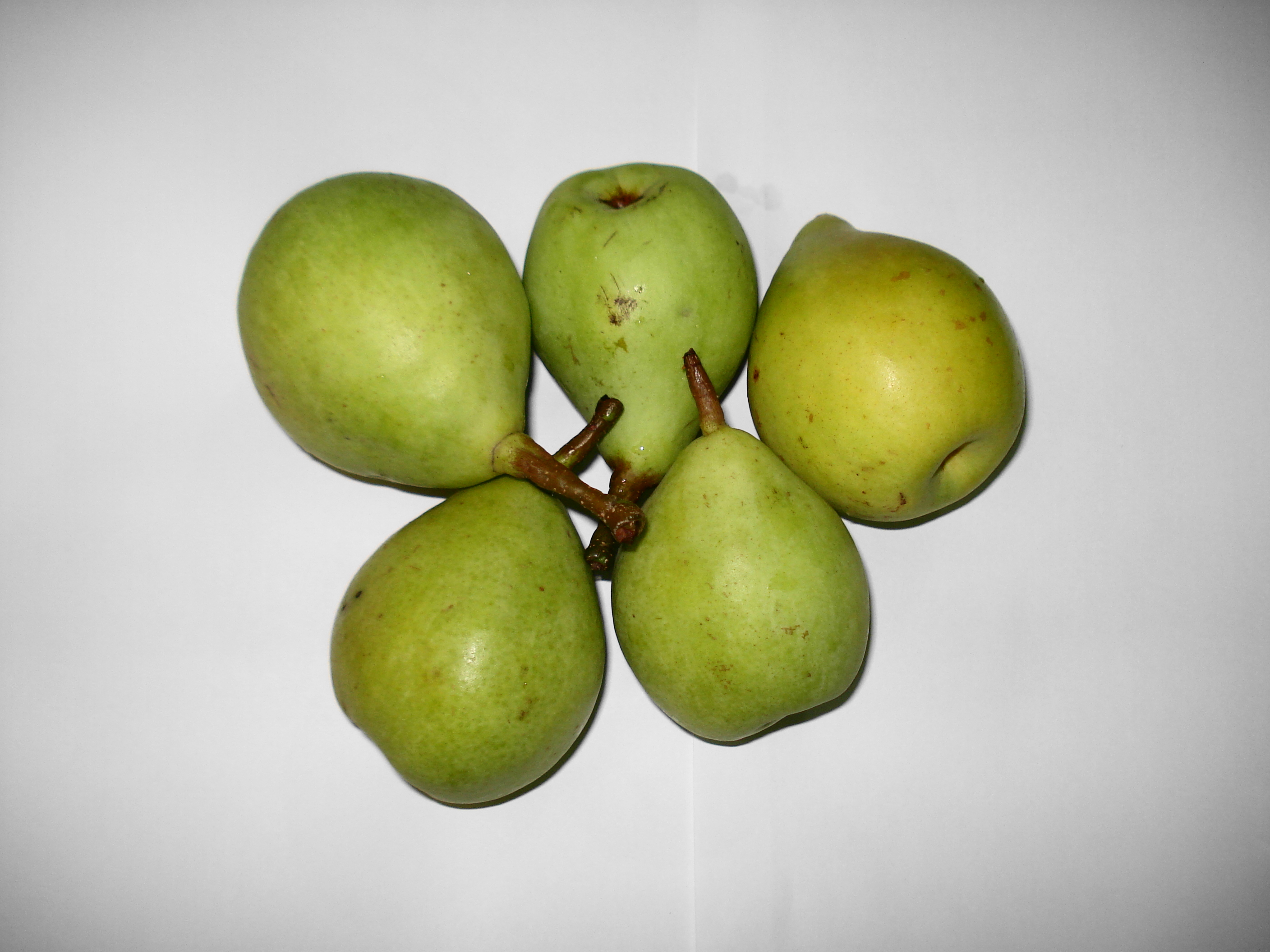
Peras
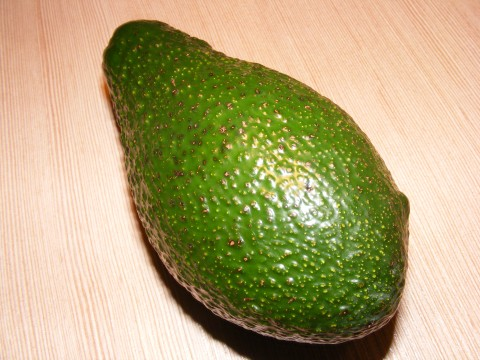
Color palta de un aguacate
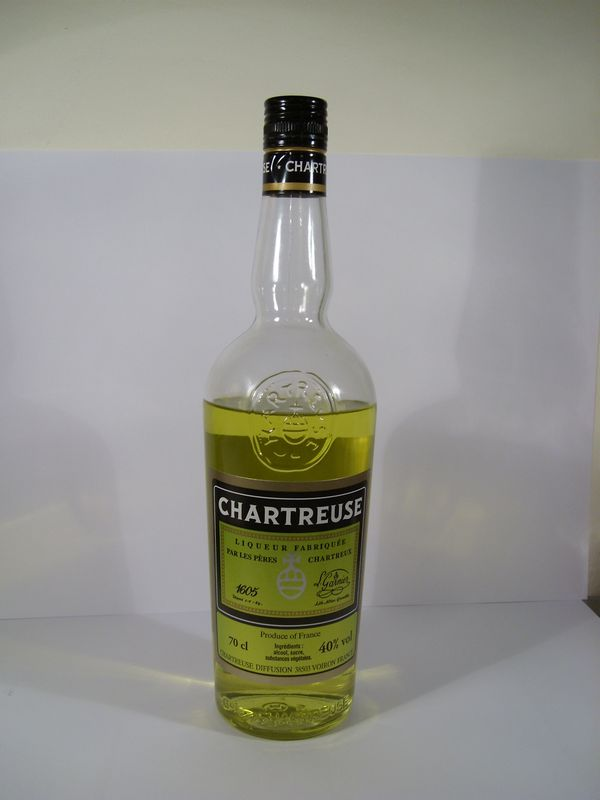
Color cartujo de una botella de Chartreuse
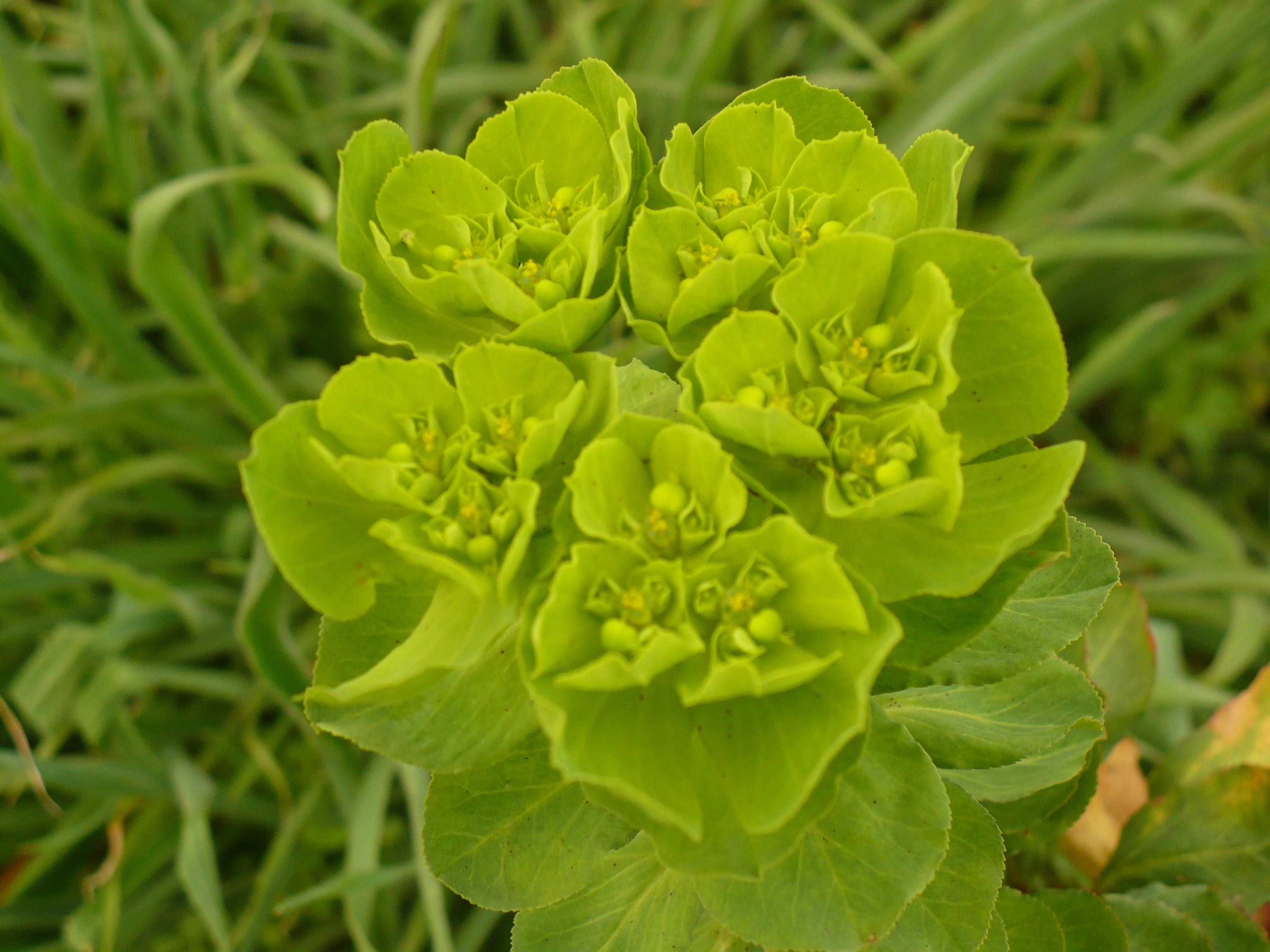
Flor verde amarillenta
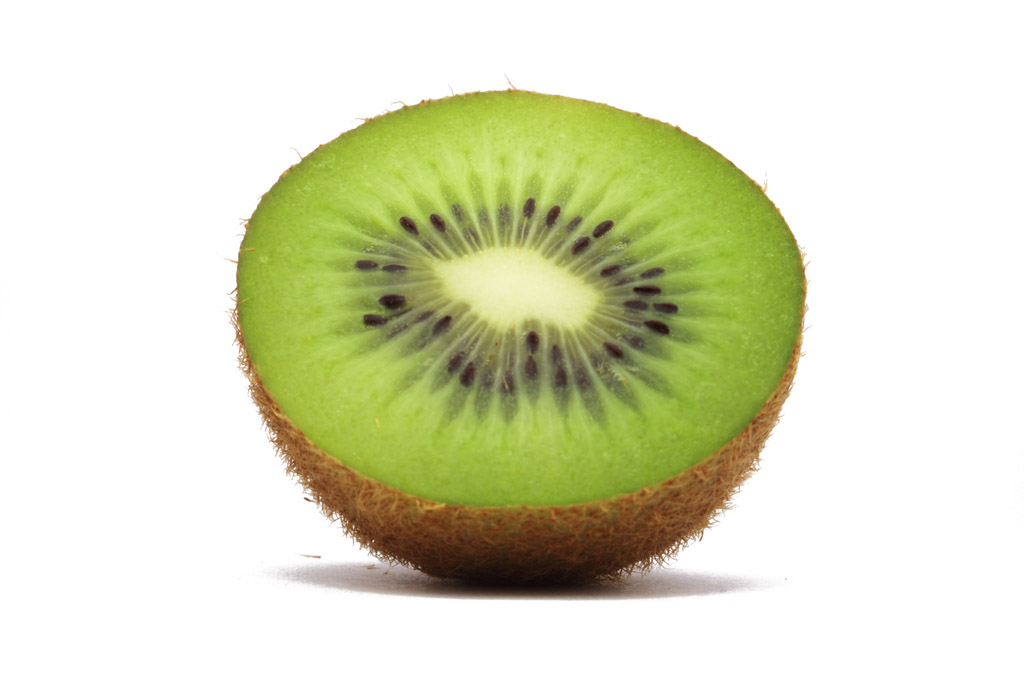
Fruta kiwi
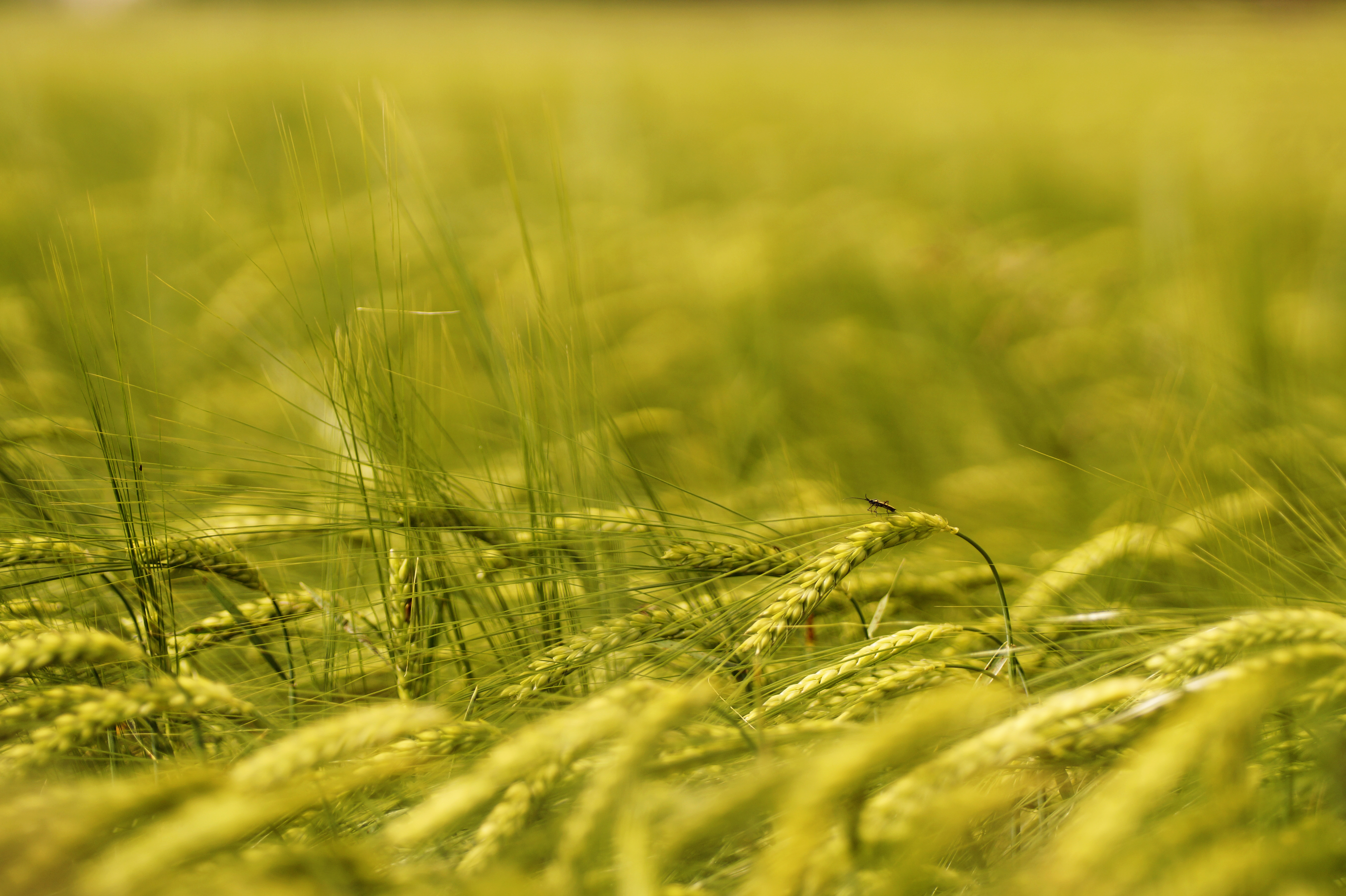
Campo de espigas
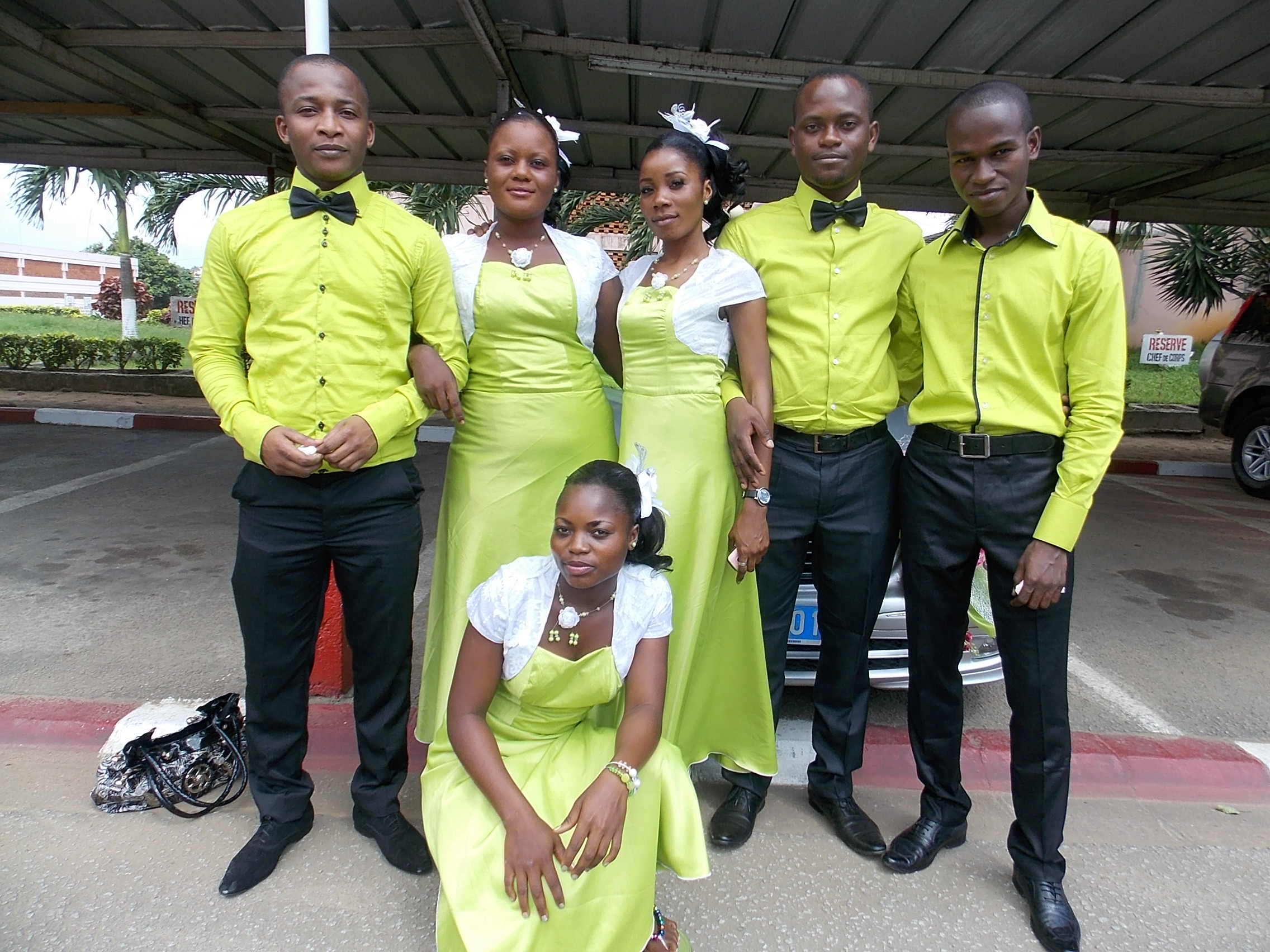
Recepción de boda en Costa de marfil
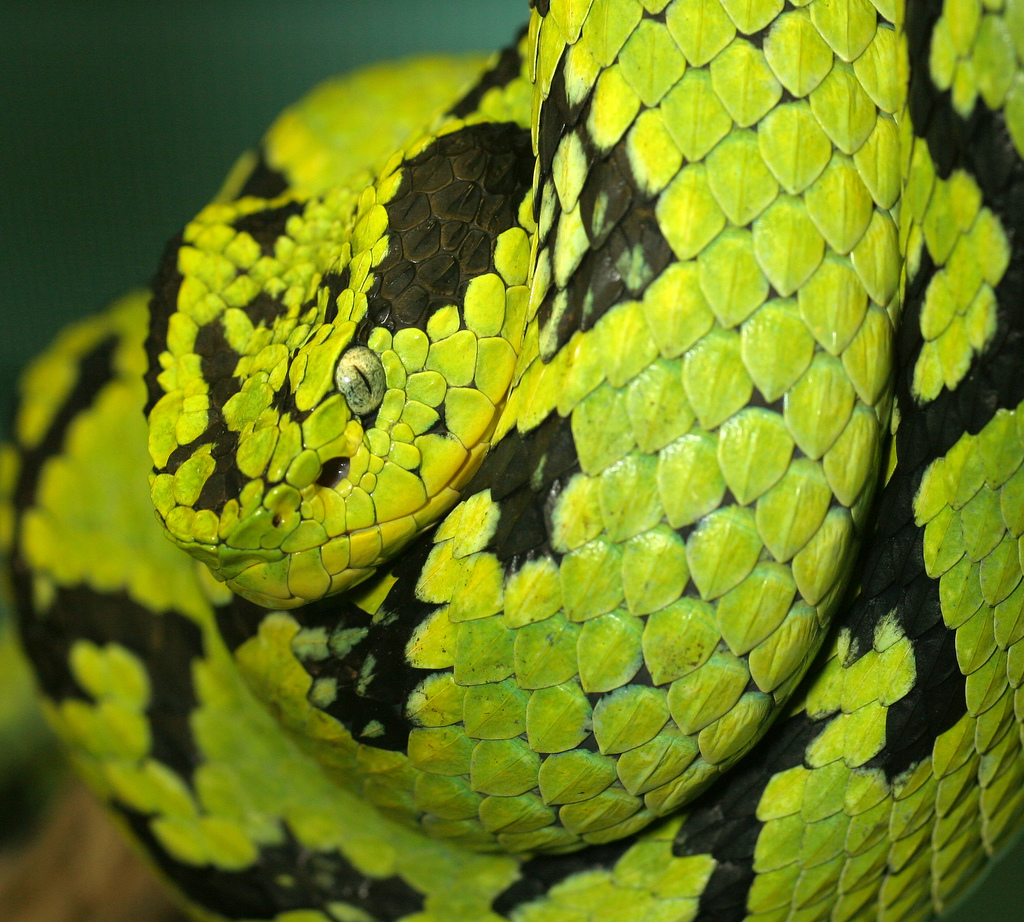
Serpiente nauyaca verdinegra
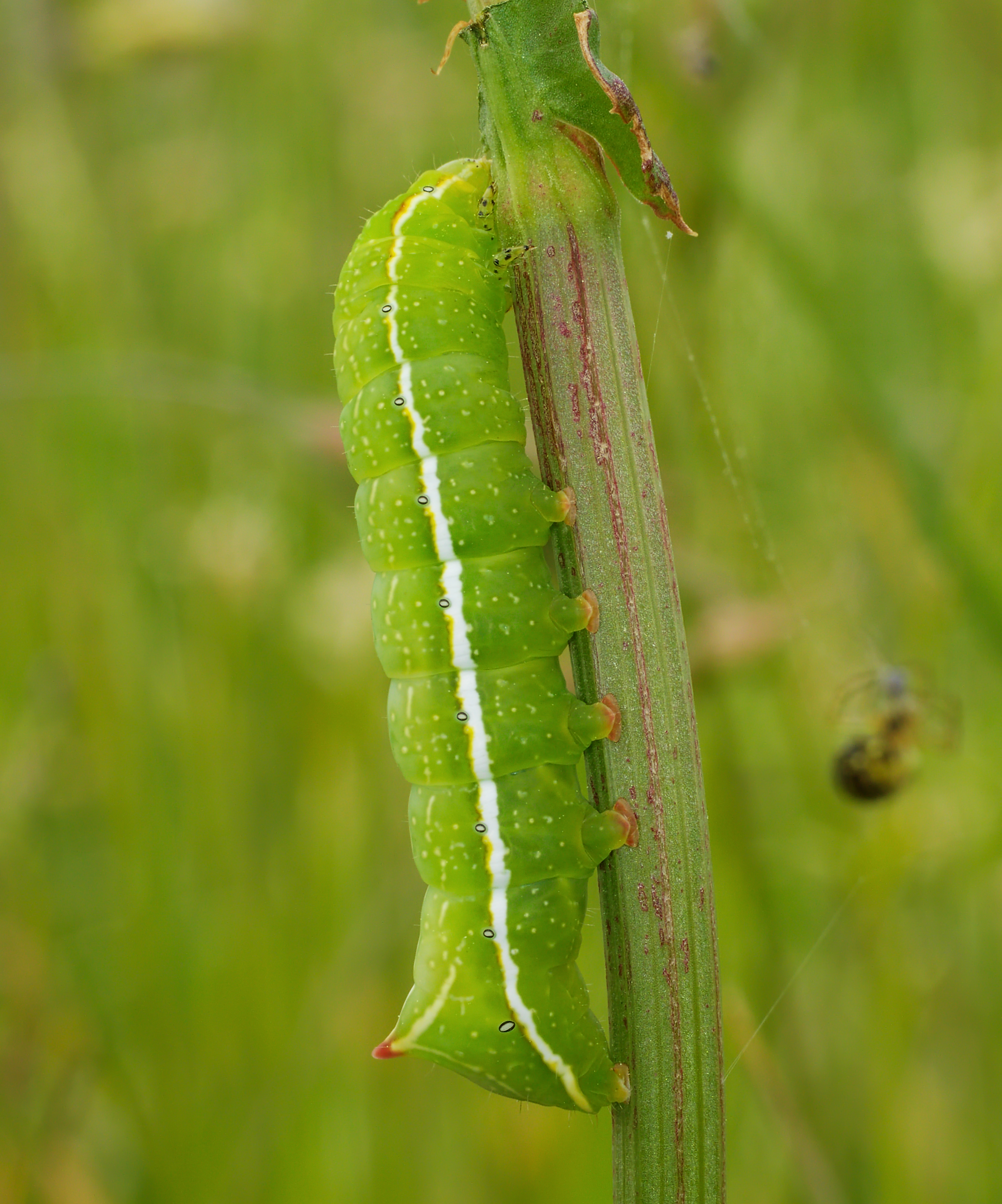
Oruga de polilla
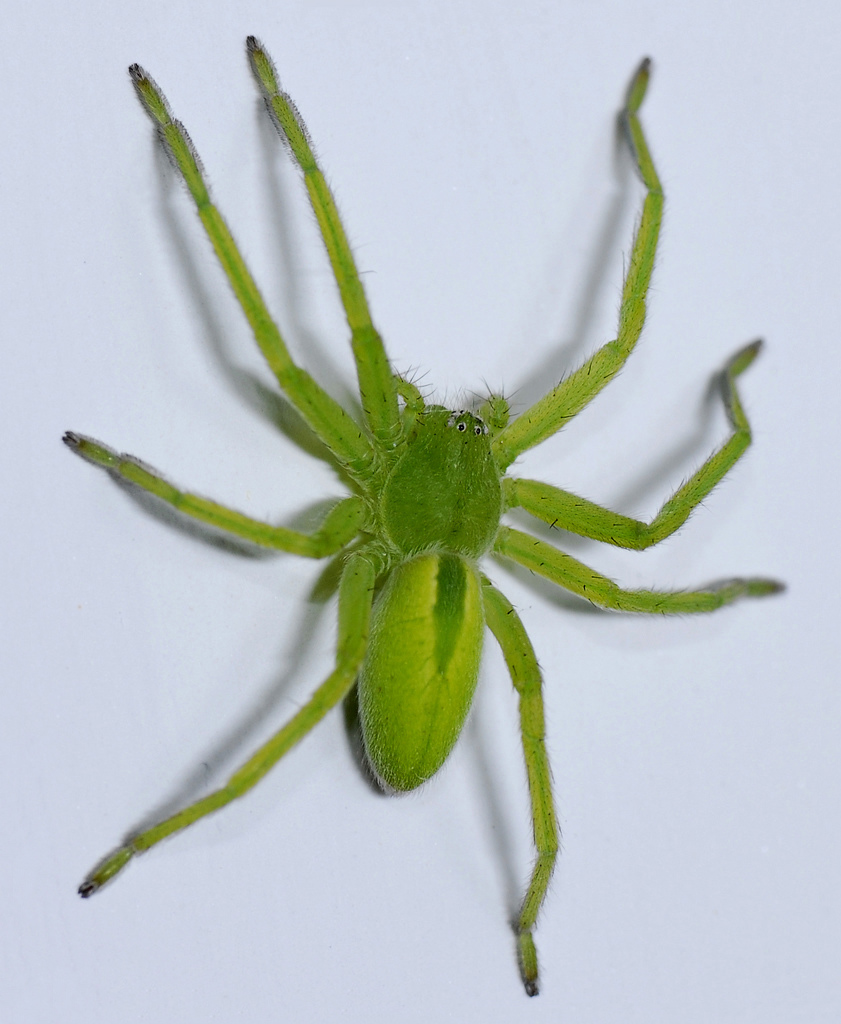
Micrommata virescens
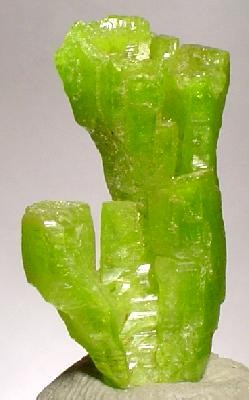
Piromorfita o verde plomo